# Alucita riggii
Alucita riggii är en fjärilsart som beskrevs av Orfila 1949. Alucita riggii ingår i släktet Alucita och familjen mångfliksmott, (Alucitidae). Inga underarter finns listade i Catalogue of Life.